# Willi Koch (Maler)
Wilhelm Hartmann Hermann Koch, auch Willy Koch (* 4. April 1909 in Stein am Rhein; † 19. Juli 1988 in St. Gallen), war ein Schweizer Maler, Zeichner und Grafiker.

## Leben

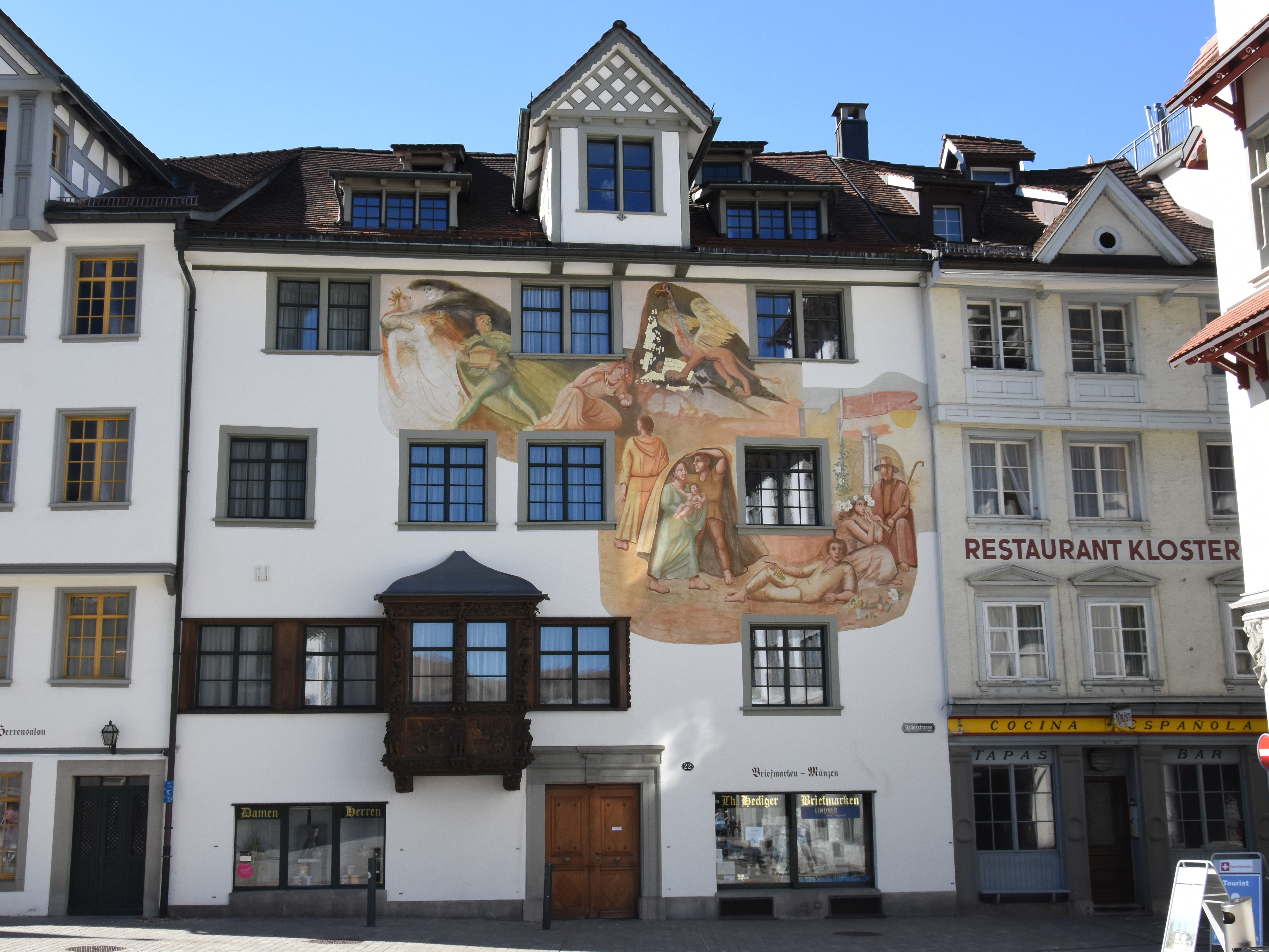
Wandmalerei am «Haus zum Greif», St. Gallen

Willi Koch wurde am 4. April 1909 in Stein am Rhein geboren. Seine Kindheits- und Jugendjahre waren vom Ersten Weltkrieg überschattet. An der Gewerbeschule St. Gallen und beim Kirchenmaler Augustin Meinrad Bächtiger in Gossau erhielt er Mal- und Zeichenunterricht. Er absolvierte eine Malerlehre in Zürich.
Koch fertigte ausser Aquarellen, Zeichnungen und Lithografien auch Entwürfe für Briefmarken und Mosaiken. Seine großformatigen figürlichen Wandmalereien, die ab den 1940er Jahren vor allem in St. Gallen entstanden, sind grösstenteils erhalten. Für den unterirdischen Kommandoposten Selgis in Ried schuf er in den Jahren 1938 und 1939 Wandbildzyklen mit Kriegs- und Soldatenszenen und für die Kaserne Walenstadt in den Jahren 1943 und 1944 einen Wandbildzyklus mit patriotischen und Heimatmotiven. Diese Werke wurden im Jahr 2003 der Öffentlichkeit zugänglich gemacht.
Kochs einziges grosses Sakralwerk war 1953 die Ausmalung der Chors der Pfarrkirche St. Antonius in Wangs. Diese Gemälde wurden 1999 zerstört, obwohl sich die Denkmalpflege nachdrücklich für die Erhaltung der Fresken eingesetzt hatte.
Als Zeichner war Koch unter anderem für das traditionsreiche Humor- und Satiremagazin Nebelspalter tätig.
Für seinen Freund, den St. Galler Fasnächtler Johann Linder, fertigte er passend zu dessen Schnitzelbank-Texten grossformatige Illustrationen an, die bei Linders Auftritten in der Bar des «Cafés Seeger» auf Schautafeln auf einem «Helgen» präsentiert wurden. Auch die Hüllen der Langspielplatten mit Mitschnitten von Linders Auftritten wurden von Willi Koch mitgestaltet. Das Stadtarchiv St. Gallen bewahrt Linders Schnitzelbanktexte und die zugehörigen Zeichnungen von Koch in Form von Diasammlungen auf.
Zum Buch Vom Gautschen und Quadräteln und von alten Bräuchen: Zu Ehre der edlen Kunst Johannes Gutenbergs anno 1953 von Hermann Strehler trug Koch 1953 die Illustrationen bei. Viele Jahre unterrichtete er Zeichnen am Thurgauischen Lehrerseminar in Kreuzlingen und am damaligen Industrie- und Gewerbemuseum St. Gallen (heute Textilmuseum). Zwischen 1943 und 1981 beteiligte sich der Künstler an verschiedenen Gruppenausstellungen in St. Gallen, Zürich und Delémont.
Willi Koch starb am 19. Juli 1988 im Alter von 79 Jahren in St. Gallen.

## Auszeichnungen und Ehrungen
- 1961: Anerkennungspreis der Stadt St. Gallen

## Werke (Auswahl)

### Als Maler
in St. Gallen

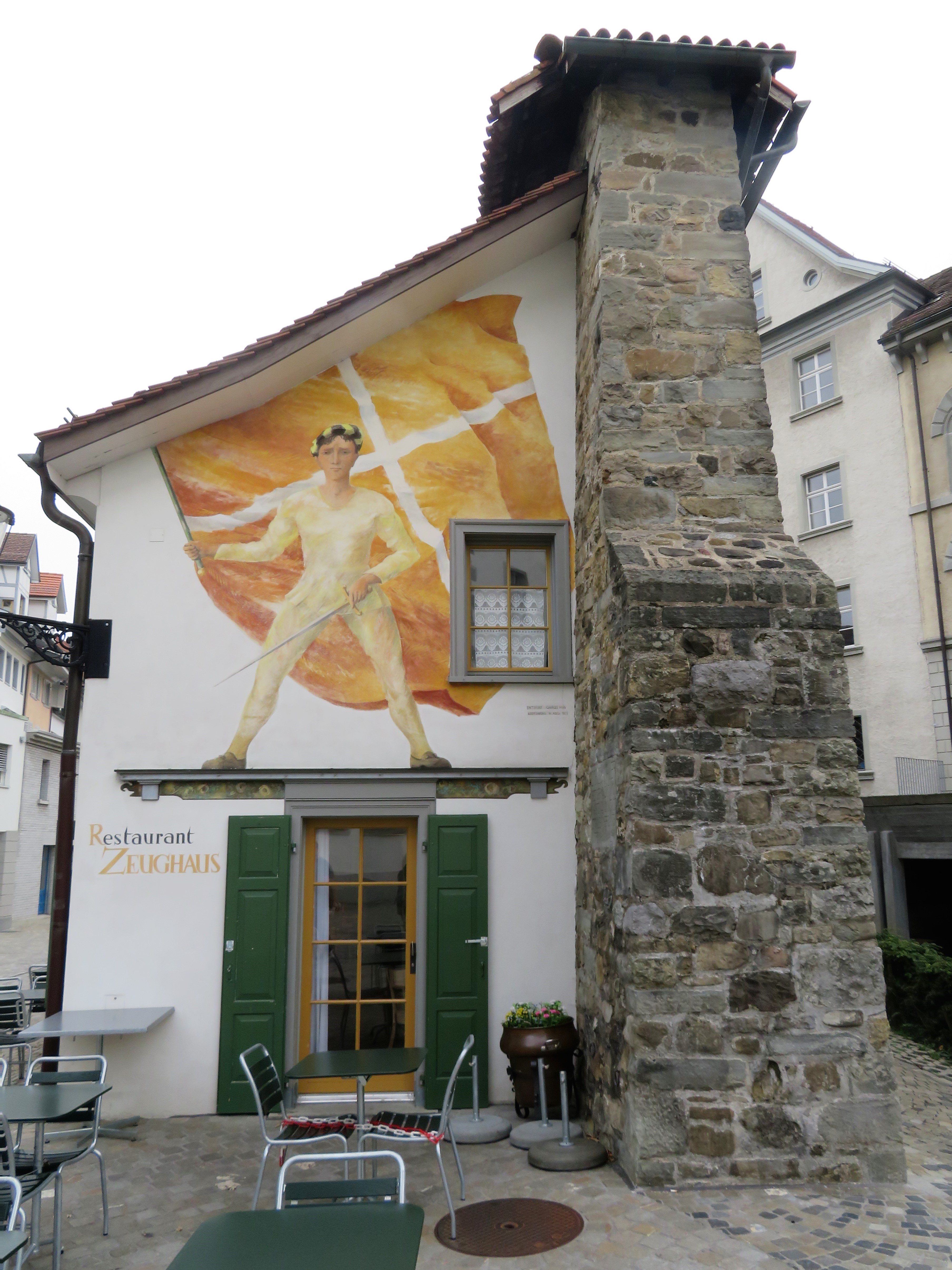
Wandgemälde von Willi Koch am Restaurant Zeughaus in St. Gallen

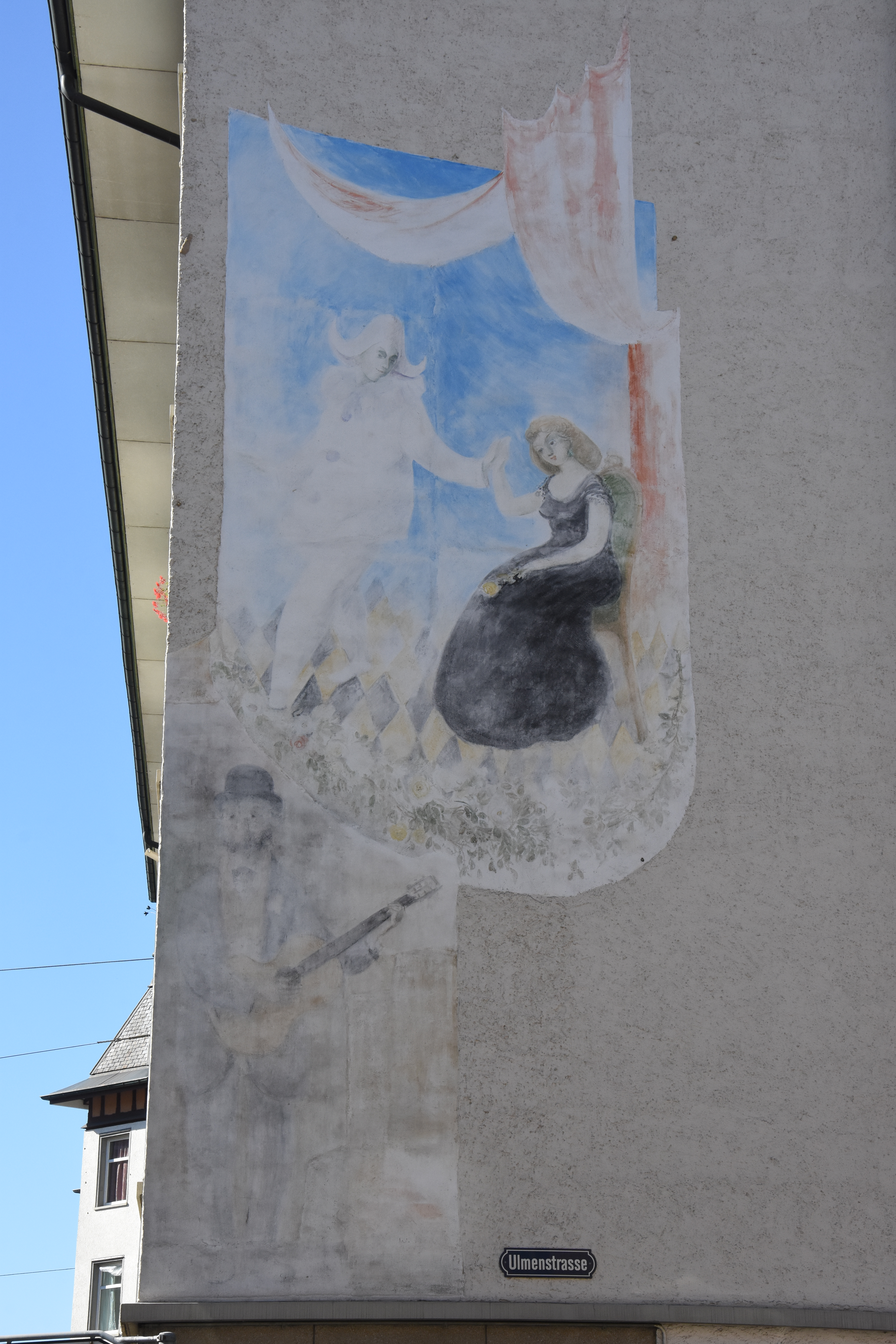
«Bajazzo mit Gitarre», Wandmalerei in St. Gallen (1951)

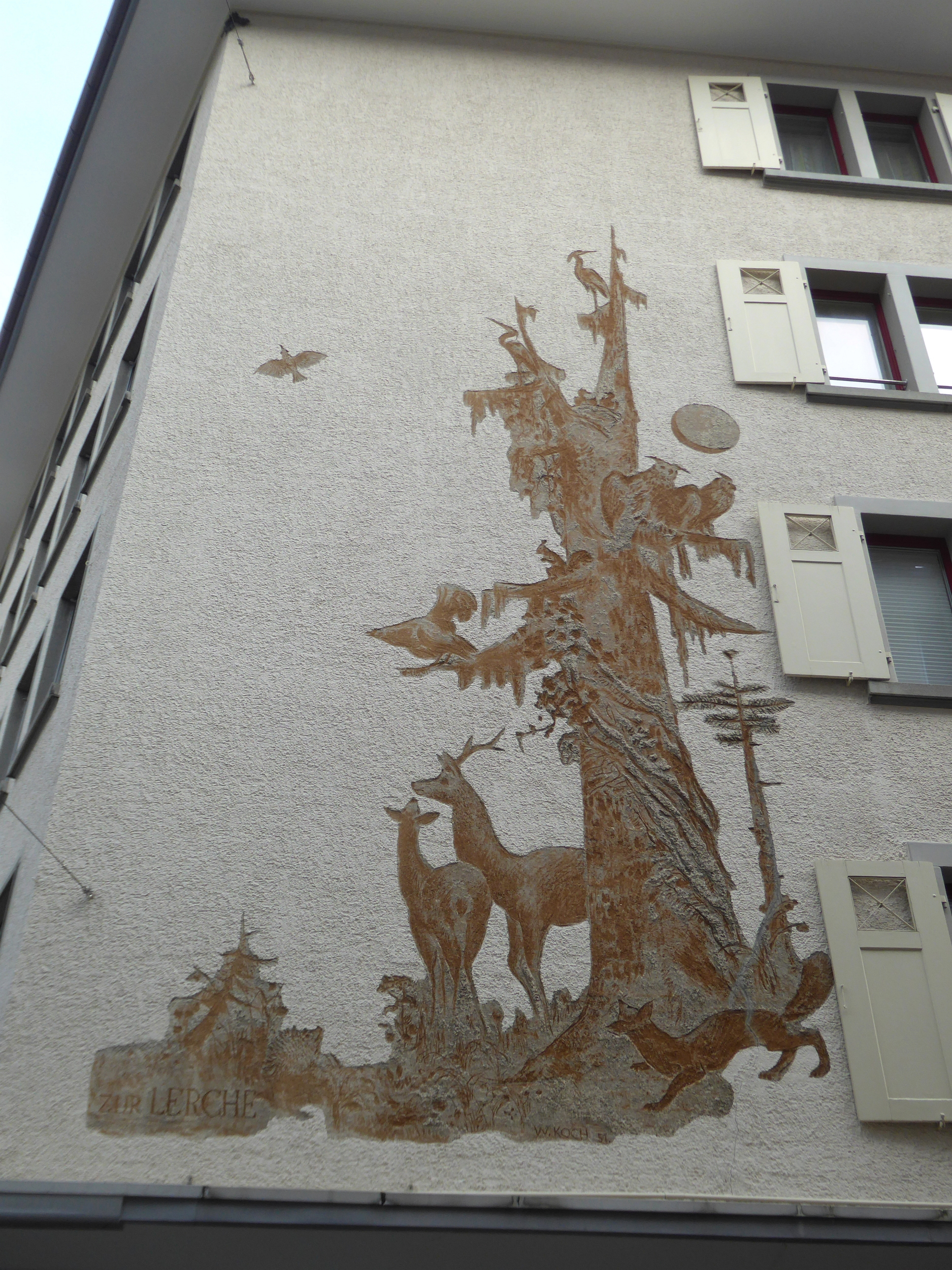
Wandgemälde am «Haus zur Lerche», St. Gallen (1951)

- Dekorative Wandgemälde, Restaurant «Hecht»
- Dekorationsmalerei, Bahnhofbuffet
- Fresko, «Haus zum Greif»
- Wandgemälde, «Haus zur Lerche»
- Wandgemälde, Frauenklinik
- Wandgemälde, Verkehrsschule
- Wandgemälde, Bischoff-Textil (Empfangsraum)
- Bajazzo mit Gitarre, Zürcherstrasse 32–34/Schönbrunnstrasse (1951)

Wandbildzyklus mit Kriegs- und Soldatenszenen in der Kaserne Walenstadt, Kasernenstrasse, Walenstadt SG (1938/1939)
- Kriegsszene
- Mobilmachung
- Soldat mit Freundin in ländlicher Umgebung
- Soldaten bereiten sich zum Kampf vor
- Soldaten im Wirtshaus
- Strassenszene mit Soldaten und Arbeitern während der Mobilmachung

Patriotische und Heimatmotive im Kommandoposten Selgis, Muotathalerstrasse, Ried SZ (1943/1944)
- Bäuerin mit Katze (Küche)
- Bucht mit Hotels (Büro Brigadekommandant)
- Grazien mit Feston (FLAWIZ-Raum)
- Junge Frauen auf Terrasse (Führungsraum)
- Kriegsknecht mit Hellebarde (Vorraum bei Eingang 1)
- Mädchen mit Strohhut und Korb (Adjudanten-Büro)
- Marschkolonne (Späher) (Kanzlei)
- Romont (Operationelles Büro)
- Rütliwiese mit Schweizerfahne (Führungsraum)
- Stilleben (Büro Rückwärtige Dienste)
- Stilleben mit Maske (Fernschreiberraum)
- Wachsoldat an Bergsee (FLAWIZ-Raum)
- Waldstätterhof in Brunnen mit Dampfschiff (Kurierbüro)

in weiteren Orten
- Chorausmalung, Pfarrkirche St. Antonius, Wangs SG (1953)
- Wandgemälde, Spital Flawil (Eingangshalle), Flawil SG
- Fresko, Gemeindehaus, Muolen SG
- Landsgemeinde, Ochsen (Innenraum), Gossau SG

### Als Illustrator
- Hermann Strehler: Vom Gautschen und Quadräteln und von alten Bräuchen: Zu Ehre der edlen Kunst Johannes Gutenbergs anno 1953. Herausgegeben von der SGM-Bücherei, St. Gallen 1953.